# Stefano Scanferla
Stefano Scanferla (Brescia, 11 settembre 1990) è un rugbista a 15 italiano, terza linea del Rugby Botticino.

## Biografia
Proveniente dal Botticino, entrò nel 2007 nelle giovanili del Calvisano con cui debuttò in prima squadra nel 2009 in serie A2; promosso in massima serie nel 2011, si aggiudicò lo scudetto alla prima stagione di Eccellenza nel 2012, ripetendosi nel 2014 e nel 2015.
Nel 2015 fu in Francia all'Avignone Le Pontet per una stagione, successivamente a causa di un problema legale con il suo procuratore, fu fermo un anno, dopo che fu di nuovo in Italia a Lumezzane in cui rimase 3 stagioni fino al 2020.
Ad agosto 2020 giunse notizia del suo ingaggio da parte del Rugby Milano.
Nel 2023 torna a Botticino giocando in serie B, e l'anno successivo inizia ad allenare l'under 18 della stessa società.

## Palmarès
- Campionati italiani: 3
Calvisano: 2011-12, 2013-14, 2014-15
- Trofei Eccellenza : 2
Calvisano: 2011-12, 2014-15